# Alexander McQueen

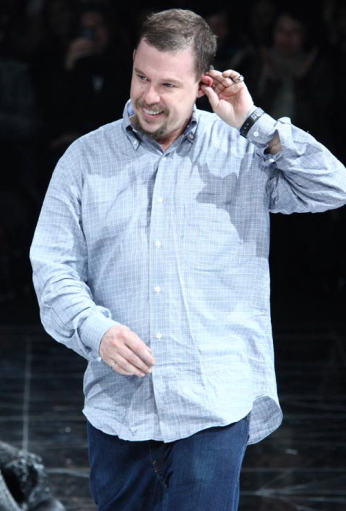
Lee Alexander McQueen (2009)

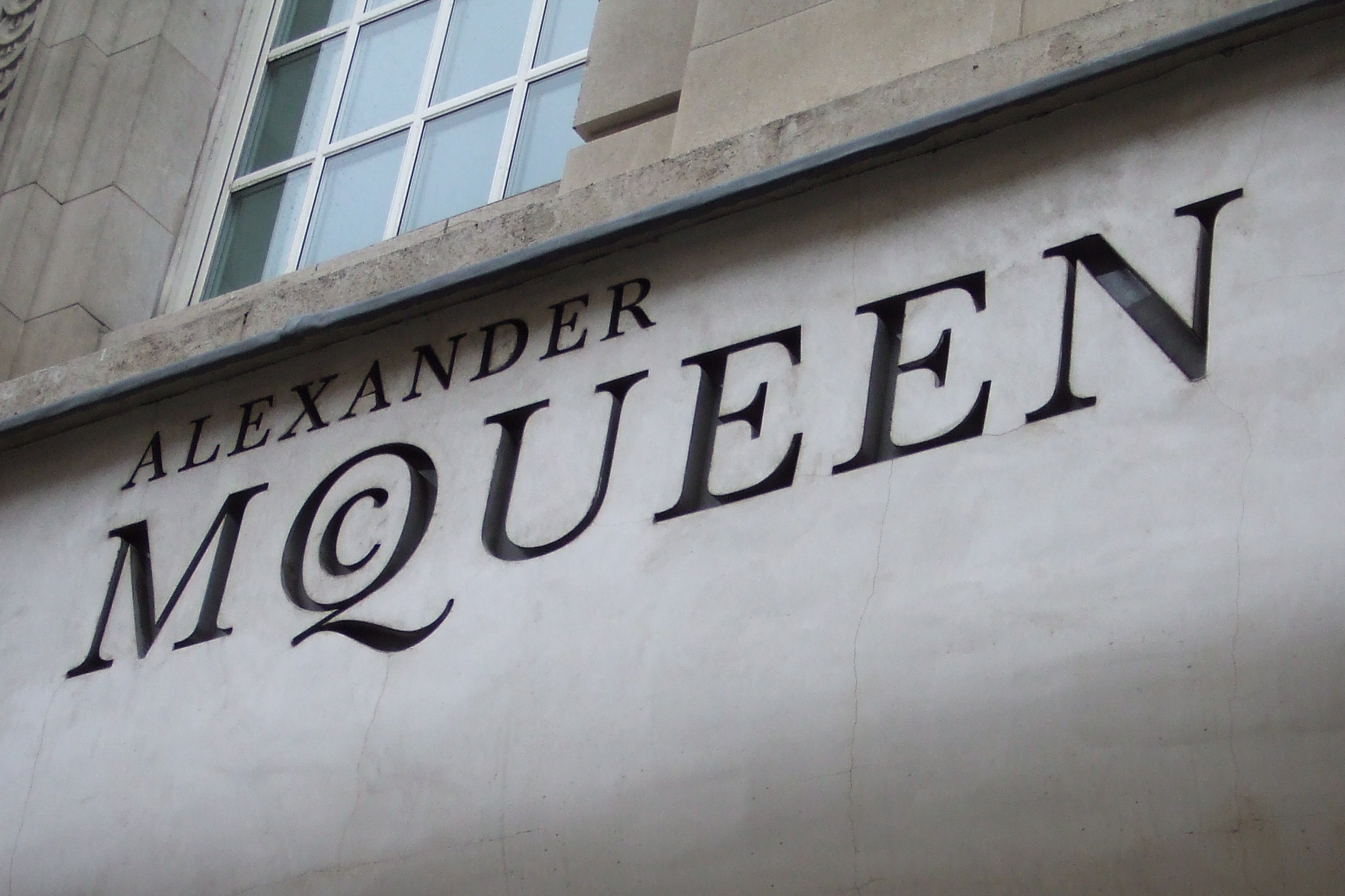
Alexander McQueen-Logo am Londoner Flagship-Store

Lee Alexander McQueen CBE (* 17. März 1969 in Lewisham, London; † 11. Februar 2010 in London) war ein britischer Modedesigner. Das von ihm 1993 gegründete Modeunternehmen Alexander McQueen Trading Limited mit Firmensitz in Haywards Heath besteht seit 2001 als Marke innerhalb des französischen Modekonzerns Kering.

## Werdegang
Lee Alexander McQueen stammte aus einfachen Verhältnissen. Zuerst schneiderte er Kleider für seine drei Schwestern, wodurch er auf den Geschmack kam, Modedesigner zu werden.
McQueen erlernte bereits als 16-Jähriger das Handwerk des Herrenschneiders in der Londoner Savile Row bei den Traditionsschneidern Anderson & Sheppard sowie Gieves & Hawkes. Danach arbeitete er für die Londoner Theaterkostümbildner Angels The Costumiers. Der japanische Designer Koji Tatsuno, der mit antiken Stoffen arbeitete, stellte ihn im Anschluss ein. In Folge arbeitete McQueen als Assistent bei Romeo Gigli in Mailand. Anschließend studierte er am Central Saint Martins College of Art and Design in London, wo er 1992 einen Master of Arts erhielt. Seine Abschlusskollektion wurde von der britischen Vogue-Stylistin Isabella Blow aufgekauft, die für ihn Muse, Wegbereiterin und Mentorin werden sollte.

### Die Luxusmodemarke Alexander McQueen
Im März 1993 gründete McQueen sein eigenes Label alexandermcqueen für Damen-Mode und trat fortan als „Alexander McQueen“ in der Öffentlichkeit auf. Seine opulenten, exzentrischen Kreationen und wilden, teils skandalösen Modenschauen brachten ihm schnell den Titel des 'Enfant terrible der britischen Modeszene ein. Unter anderem präsentierte er blutverschmierte Models auf dem Laufsteg und zeigte 1995 den Journalisten am Ende einer Modenschau seinen blanken Hintern. Markenzeichen McQueens waren bspw. ultra-tief sitzende Hüfthosen und ein stilisierter Totenkopf. McQueen-Schauen waren stets künstlerisch choreographiert und technisch aufwendig inszeniert. Seine Mode zeugte einerseits von höchster Schneiderkunst, die eher der Haute Couture als dem Prêt-à-porter zuzuordnen war, und andererseits oftmals von sowohl futuristisch-evolutorischen als auch düster-morbiden Elementen. Insbesondere seine Faszination für das Tierreich und autobiographische Einflüsse – vor allem seine Wurzeln im Londoner East End sowie die schottische Herkunft seiner Familie – prägten McQueens Arbeit. 1996 gewann er erstmals die Auszeichnung British Designer of the Year der British Fashion Awards, die er 1997 (zusammen mit John Galliano), 2001 und 2003 erneut erhielt. Insgesamt designte McQueen 36 Kollektionen für sein Londoner Label. Nach dem Tod Alexander McQueens wurde McQueens enge Vertraute Sarah Burton im Jahr 2010 zur Kreativdirektorin ernannt. Nach über 13 Jahren in dieser Rolle verließ Burton ihre Position im September 2023. Im Oktober 2023 ernannte Kering Seán McGirr zum Kreativdirektor der Marke.

### Givenchy und Gucci
1997 wurde McQueen überraschend zum Designer für die Haute Couture des Modehauses Givenchy innerhalb der LVMH-Gruppe bestellt. Er wurde somit Nachfolger von John Galliano, der zu Dior wechselte. Das Haus Givenchy plante, mit McQueen seine Kollektionen zu verjüngen. McQueens spektakuläre Kreationen erregten zwar großes Medieninteresse, jedoch konnte er keine klare, einheitliche Linie für Givenchy entwickeln und präsentierte jede Saison völlig neue, zusammenhanglose Entwürfe. McQueen beklagte später den Zwiespalt zwischen kreativem Design und kommerziellen Ansprüchen bei Givenchy. Sein Verhältnis zu LVMH-Chef Bernard Arnault verschlechterte sich zunehmend. Nachdem McQueen Ende 2000 51 % seines eigenen Unternehmens an den größten Konkurrenten von LVMH, die Gucci-Gruppe des französischen Luxusgüterkonzerns PPR, verkauft hatte, verlor er seinen Givenchy-Posten. Unter PPR blieb er Kreativdirektor seines eigenen Labels.

### Expansion

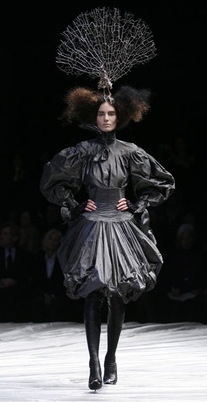
Musterstück aus Alexander McQueens Herbst/Winter-Kollektion mit einer Philip-Treacy-Hutkreation (2008)

2002 wurde der erste Alexander McQueen-Flagship-Store in New York eröffnet und erstmals eine Herren-Kollektion lanciert. 2003 folgten Geschäfte in London, Mailand und Los Angeles. Ebenso 2003 wurde McQueen in den Order of the British Empire aufgenommen, und der Council of Fashion Designers of America (CFDA) ehrte ihn mit dem International Award. Er präsentierte im selben Jahr zusammen mit YSL Beauté (Gucci-Gruppe) das erste Damen-Parfüm unter seinem Namen, Kingdom; 2005 folgte der Damen-Duft MyQueen. Die nur mäßig erfolgreichen Düfte wurden 2008 eingestellt, nachdem L’Oréal beim Kauf von YSL Beauté die Duft-Lizenzen für Alexander McQueen nicht erworben hatte. 2005 kam die jugendliche Zweitlinie McQ für Damen und Herren zum Markenportfolio hinzu. 2006 startete eine fortdauernde Design-Kooperation für Bekleidung, Schuhe und Accessoires mit dem Sportartikelhersteller Puma unter dem Namen Alexander McQueen PUMA. 2007 folgte eine bis 2008 währende Zusammenarbeit mit Samsonite Black Label für eine Serie hochpreisigen Reisegepäcks, zu der unter anderem ein Rollenkoffer im Brustkorb-Design gehörte. Ende 2008 wurde eine niedrigpreisige Kollaborations-Kollektion für Damen von McQ mit dem amerikanischen Einzelhändler Target Corporation namens McQ Alexander McQueen for Target angekündigt, die im März 2009 einmalig zum Verkauf angeboten wurde.
Seit 2006 entwarf Alexander McQueen die meisten Kostüme und Outfits für die Popsängerin Lady Gaga. Seine Outfits wurden unter anderem im Lady-Gaga-Musikvideo zu Bad Romance (Album The Fame Monster, November 2009) eingesetzt. Bei der Verleihung der MTV Video Music Awards Ende 2010 trug Lady Gaga bspw. die „Armadillo-Stiefel“ von McQueen. Die mit McQueen befreundete Sängerin widmete ihm überdies Mitte 2011 posthum ihren Special Edition-Song Fashion of his love.

### Privatleben
Im Sommer 2000 heiratete McQueen den Dokumentarfilmer George Forsyth (* 1976) auf Ibiza, Kate Moss war seine Trauzeugin. McQueen und Forsyth trennten sich 2001, sprachen anderthalb Jahre nicht miteinander und versöhnten sich schließlich. McQueens Muse Isabella Blow, die auch den Weg für den Deal mit der Gucci-Gruppe bereitet haben soll, nahm sich 2007 das Leben.

### Tod
Einen Tag vor der Beerdigung seiner Mutter Joyce, die zu seinen engsten Vertrauten gezählt hatte, wurde McQueen am 11. Februar 2010 in seiner Wohnung in Mayfair tot aufgefunden. In einer Abschiedsnotiz hatte er gebeten: „Kümmert euch um meine Hunde. Sorry, ich liebe euch.“ Nach der Autopsie gab die Polizei bekannt, dass er einen Drogencocktail zu sich genommen und sich später erhängt hatte. Auch sein Psychiater sprach vor der Untersuchungskommission. McQueen litt seit längerer Zeit unter Depressionen und verschiedenen Angstgefühlen. Er galt als scheu, sensibel und hatte nur wenige Freunde. Er stand unter Arbeitsdruck und dies war ein zweischneidiges Schwert: einerseits fühlte er, dass dies der einzige Bereich in seinem Leben war, in dem er etwas erreicht hatte, andererseits fühlte er sich nach den Modenschauen üblicherweise sehr niedergeschlagen und isoliert. Die für den folgenden Tag während der New York Fashion Week geplante Modenschau der Zweitlinie McQ wurde abgesagt.

## Werk

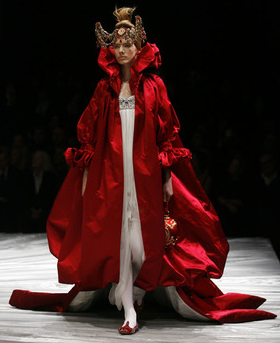
Modell der Kollektion The girl who lived in the tree, Herbst/Winter 2008

McQueen zählte neben Vivienne Westwood und John Galliano zu den bedeutendsten britischen Modedesignern seiner Zeit. Madonna ließ nach seinem Tod in einer Erklärung verlauten: „Lee McQueen war ein wahrlich einzigartiger Visionär in der Modewelt. Ein Schöpfer von Schönheit. Was für eine Tragödie.“
Eine Woche nach McQueens Freitod kündigte PPR an, dass das Unternehmen und die Marke Alexander McQueen weitergeführt werden. Anfang Februar 2010 wurden einem Kreis von geladenen Gästen die letzten Kreationen aus der Feder McQueens bei den Damen-Modenschauen der Pariser Modewoche gezeigt. Im Mai 2010 teilte PPR mit, dass Sarah Burton, McQueens rechte Hand seit 1996 und zuletzt Designerin der Damenkollektion, seinen Platz als Designerin einnehmen würde. Ihre erste Kollektion für das Haus Alexander McQueen wurde Ende 2010 in Paris präsentiert. Ende Juni 2010 wurde Pina Ferlisi, zuvor Designerin bei Gap, Coach und Marc Jacobs, zur Design-Chefin der Zweitlinie McQ ernannt. Diese Position übernahm von September 2012 bis März 2014 der ehemalige Balenciaga- und Pringle-Designer Alistair Carr.
Das Modelabel Alexander McQueen bietet die Hauptkollektion für Damen und Herren im obersten Preissegment sowie die Zweitlinie McQ ebenso für Damen und Herren im mittleren Preissegment an. Die Zweitlinie wurde von 2005 bis 2010 vom italienischen Bekleidungshersteller SINV produziert und wird seither selbst gefertigt. Die Hauptlinie wird für Damen bei den Pariser Modenschauen vorgestellt, für Herren bei den Mailänder Modewochen. Die Zweitlinie wurde zeitweise bei der New York Fashion Week vorgeführt und im Februar 2012 erstmals bei der London Fashion Week präsentiert. Alexander McQueen-Boutiquen befinden sich in London, Mailand, Las Vegas, Los Angeles, Manama, Doha (The Pearl), Istanbul, Beirut und Dubai. Seit Ende 2012 gibt es zudem einen McQ-Flagship-Store in London unweit des Dover Street Market von Comme des Garçons.
Die Marke Alexander McQueen ist zwar kommerziell erfolgreich, spielt aber im Vergleich zu den anderen Labels im Portfolio der Gucci Group – allen voran Gucci oder auch Bottega Veneta – auf den Gesamtumsatz bezogen nur eine untergeordnete Rolle. Die Tatsache, dass Sarah Burton die Designerin des Brautkleides von Kate Middleton und des Brautjungfernkleides von deren Schwester Philippa anlässlich der weltweit im Fernsehen übertragenen Hochzeit von Prinz William und Catherine Middleton am 29. April 2011 war, verhalf der Marke Alexander McQueen allerdings zu einer größeren internationalen Bekanntheit.

## Ausstellungen
- 2011: Retrospektive Alexander McQueen – Savage Beauty, Metropolitan Museum of Art, New York City[30][31][32][33]
- 2015: Retrospektive: Alexander McQueen, Victoria and Albert Museum, London[34]

## Theaterstück
- Am 9. September 2025 feiert am Off-Broadway in New York City ein Stück über das bewegte Leben des legendären Modedesigners Lee Alexander McQueen seine Premiere. Der britische Schauspieler Luke Newton übernimmt die Hauptrolle in „House of McQueen“. https://thehouseofmcqueen.com/

## Dokumentarfilm
- Ian Bonhôte, Peter Ettedgui: McQueen. 2018, 1h 51min.[35]